# Alpenus eyralpenus
Alpenus eyralpenus là một loài bướm đêm thuộc phân họ Arctiinae, họ Erebidae.